# Lázeňský park v Ciechocinku
Lázeňský park v Ciechocinku je největší (19 ha) ze čtyř parků v polském městě Ciechocinek v okrese Aleksandrów v Kujavsko-pomořském vojvodství. Byl vytvořen v letech 1872-1875 podle projektu Hipolita Cybulského, a později upraven Františkem Szaniorem.

## Historie
V současné době má zajímavý porost starých stromů. Kromě javorů, dubů, líp a smrků se zde vyskytují také nahovětvec dvoudomý, lapina jasanolistá a liliovník tulipánokvětý. Nachází se zde jedna přírodní památka – dub letní, vysoký 22 metry s obvodem 390 cm.
V letech 1880-1881 bylo v parku postaveno zřídlo minerální vody navržené Edwardem Cichockim ve „švýcarským stylu“. Nyní se tu nachází koncertní sál a kavárna.
V roce 1909 byl ve středu parku postaven dřevěný amfiteátr ve tvaru mušle v zakopanském stylu (autor Paweł Fedders). Dalšími příklady architektury parku jsou fontána Jeníček a Mařenka a budova parního stroje.
V současné době se zde pořádají četné kulturní akce.

## Galerie

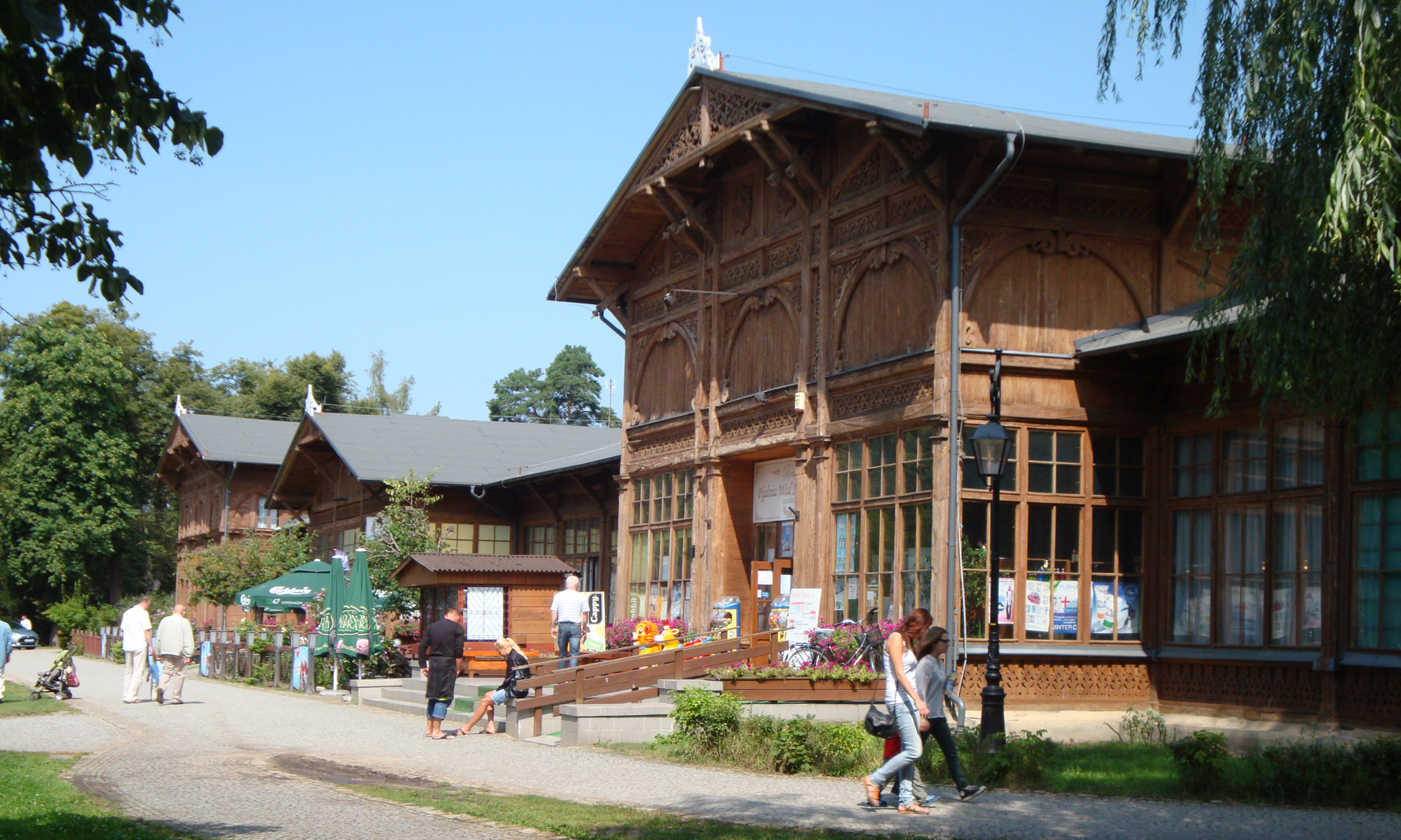
Zřídlo
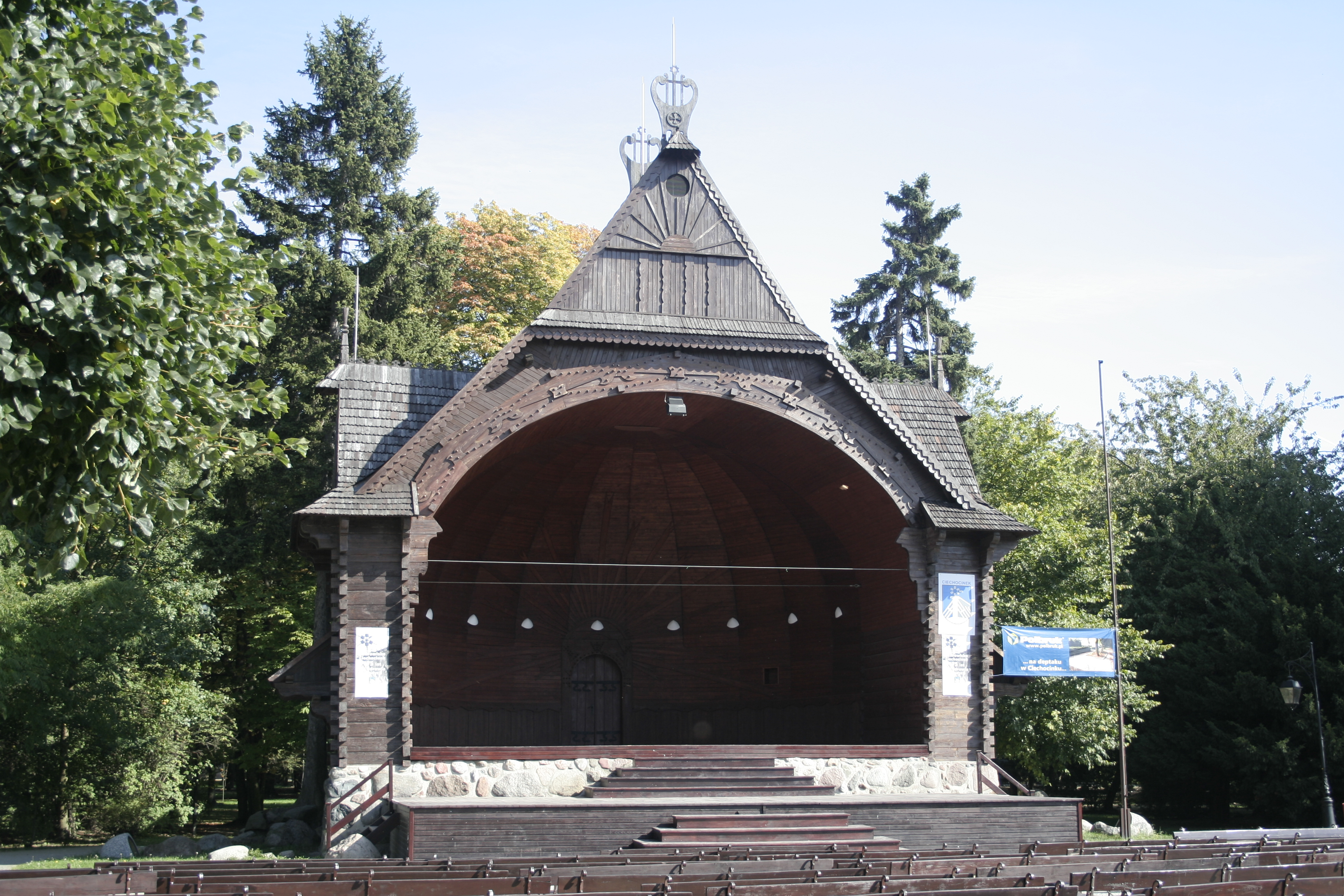
Amfiteátr ve tvaru mušle
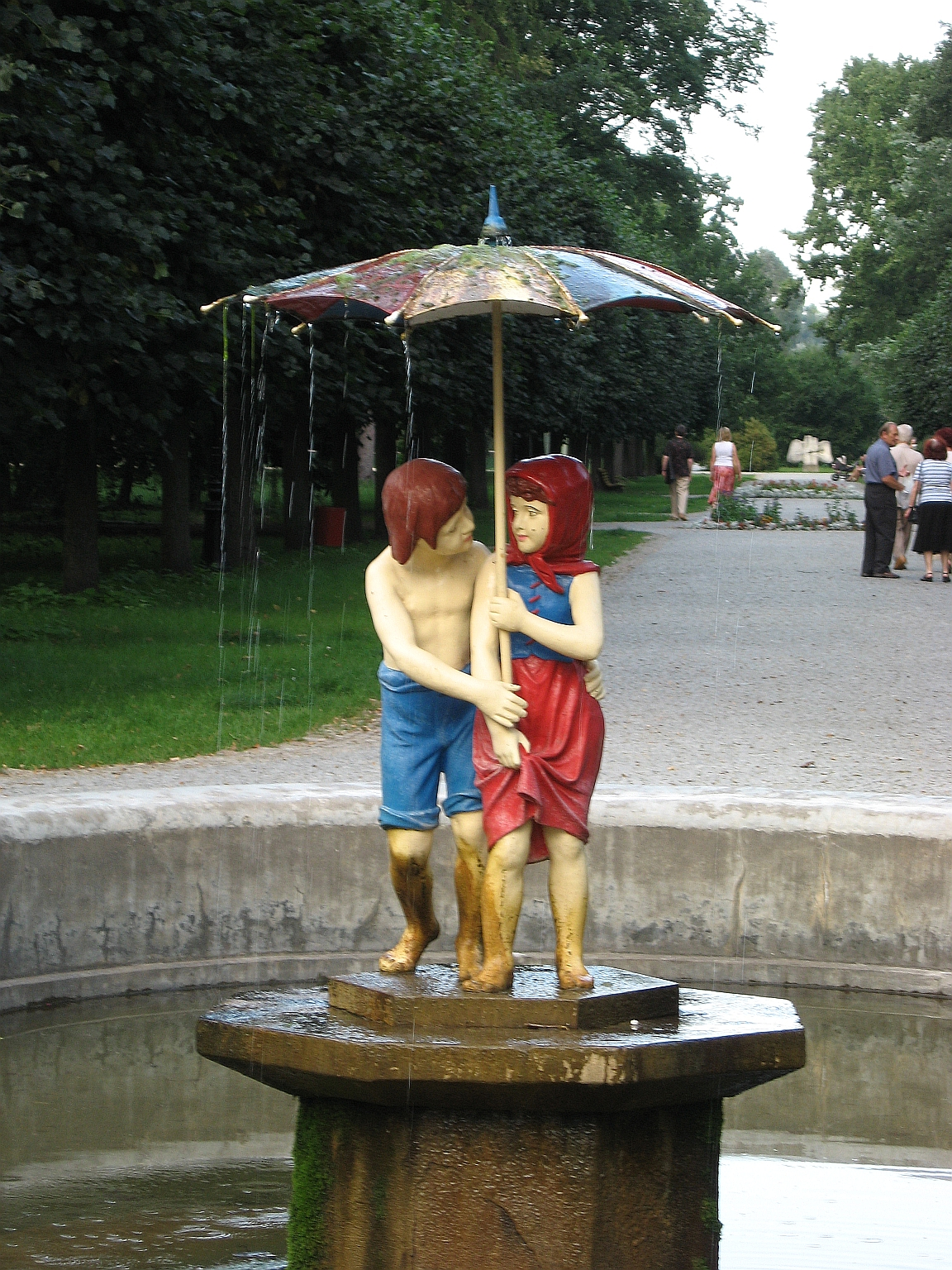
Fontána Jeníček a Mařenka
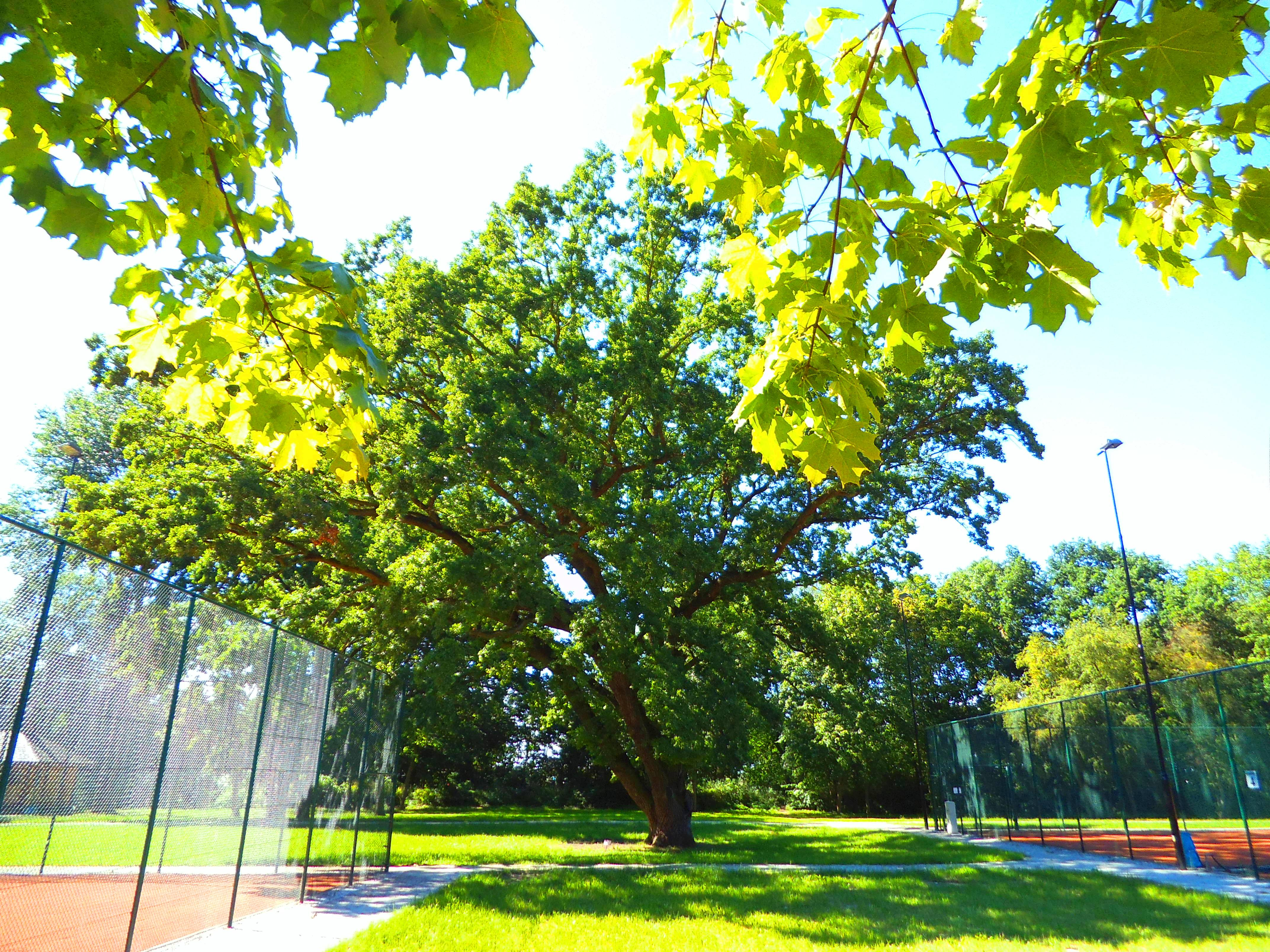
Přírodní památka – dub letní